# Département de Ramón Lista
Le département de Ramón Lista est une des 9 subdivisions de la province de Formosa, en Argentine. Son chef-lieu est la ville de General Mosconi.
Le département de Ramón Lista est bordé au nord par le Paraguay, à l'est par le département de Bermejo, au sud par le département de Matacos et à l'ouest par la province de Salta.
Le département a une superficie de 3 800 km2 et sa population s'élevait à 10 928 habitants en 2001.

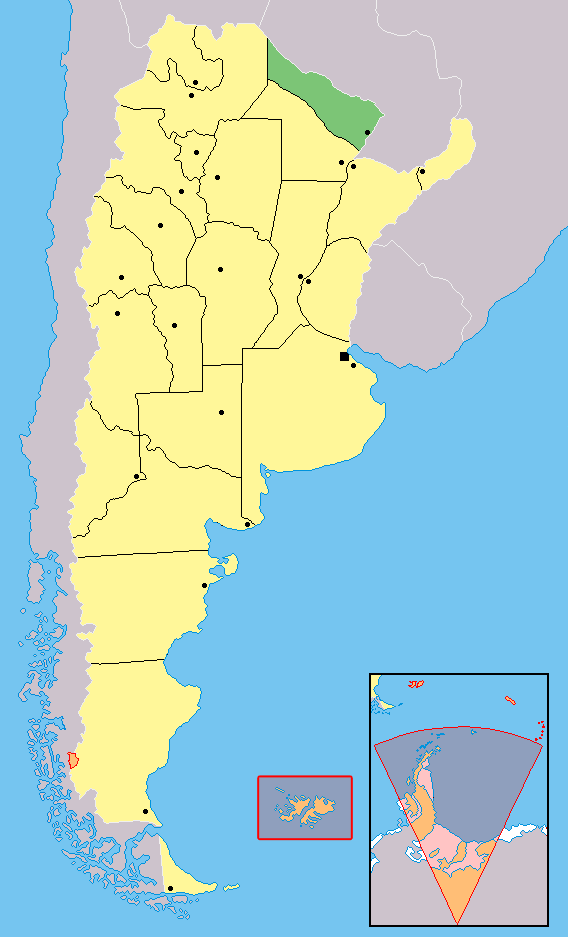
Localisation de la province de Formosa en Argentine.